# Anthelia ternatana
Anthelia ternatana is een zachte koraalsoort uit de familie Xeniidae. De koraalsoort komt uit het geslacht Anthelia. Anthelia ternatana werd in 1896 voor het eerst wetenschappelijk beschreven door Schenk. 